# George Washington Scott
Pour les articles homonymes, voir George Washington (homonymie), George Scott (homonymie), Washington et Scott.
George Washington Scott (22 février 1829 - 3 octobre 1903) est un important homme d'affaires de Floride, propriétaire de plantations et officier militaire dans l'armée des Confédérés durant la Guerre de Sécession.

## Biographie
Scott est né à Alexandria en Pennsylvanie. Il est le quatrième enfant d'Agnes Irvine et de John Scott, des descendants d'irlandais. Il devient un marchand et un fermier en Pennsylvanie. En 1850, Scott visite la Floride avant d'y emménager à Quincy en 1851. En 1852, Scott déménage dans le comté de Leon où il installe un commerce et une plantation.
En 1860, Scott s'enrôle dans les gardes de Tallahassee, une milice du comté de Leon. Après avoir été formé, il est nommé capitaine la compagnie D, la seconde compagnie de cavalerie de Floride de l'Armée des Confédérés. Il est ensuite nommé lieutenant-colonel du cinquième bataillon de cavalerie de Floride en 1863. Il combar au centre et à l'est de la Floride. Son unité, dénommée Scott's Cavalry (« La cavalerie de Scott »), participe en février 1864 à la bataille d'Olustee ainsi que dans les combats qui suivent près de Jacksonville. En mars 1865, lui et ses hommes ont un rôle important dans la bataille de Natural Bridge au sud de Tallahassee qui empêche l'armée de l'Union d'occuper la capitale de l'État. L'unité de Scott se rend en mai 1865 et est libérée sur parole à Tallahassee.
En 1868, Scott se présente comme candidat au poste de gouverneur de Floride dans le camp démocrate mais il est battu. Il s'agit de la seule et unique tentative de Scott dans la vie politique. 
Dans sa plantation, Scott récolte différentes cultures. Il plante près de 5 hectares de cannes à sucre, de choux dont le chou cavalier, de rutabagas et de navets. Il construit également une roue à aubes dont l'eau arrive par le haut pour transférer l'eau d'un étang pour irriguer ses cultures.
Scott développe un fertilisant révolutionnaire qui combine des graines de coton et des os concassés. Les os d'animaux sont fournis par les ouvriers noirs de la ferme. Ceux-ci obtiennent du sirop de canne en échange de sacs d'os. Les os sont concassés par une presse en fonte mise en mouvement par un moulin à eau. Les produits sont également mélangés à de l'acide sulfurique.
En 1870, Scott vend sa plantation et déménage à Savannah en Géorgie puis à Atlanta où il lance une nouvelle affaire. En 1887, le fertilisant Gossypium Phospo, issu de la George W. Scott Company, devient un des fertilisants les plus appréciés dans le sud du pays. Scott devient la première personne à exploiter les riches dépôts en phosphate de Floride et en 1887, il achète près de 4 km2 de terre le long de la Peace River dans le comté de Charlotte. En mai 1888, les premières livraisons de phosphate arrivent dans son usine G. W. Scott Manufacturing Company. Scott se crée alors une fortune dans le domaine de l'immobilier et des engrais à Atlanta.
En 1890, Scott verse un don de 112 250 dollars à un collège pour femmes. Ce dernier prend le nom de sa mère en devenant l'Agnes Scott College.

## Agnes Irvine Scott

### Famille
Agnes Irvine est née le 13 juin 1799 à Ballykeel en Irlande. Elle est la fille de Mary Stitt Irvine et William Irvine. Elle a deux sœurs aînées, Susanna et Mary. Son enfance est triste parce que son père est mort en 1799 et il est la source de revenus. À ce temps, il y a une famine par disette de pommes de terre, rendant la nourriture difficile à trouver. Après la mort du père d'Agnès, sa sœur Mary meurt en 1801, à trois ans, Agnès a deux ans. En 1804, La mère se remarie avec John Stitt, et en 1805, donne naissance à un petit garçon, Johnathan, décédé en 1812. En 1814, son beau-père John Stitt meurt, alors qu'Agnès a quinze ans.

### Sa vie à Newry
Après la mort de son deuxième mari, Mary cherche une solution à ses problèmes financiers. Son beau-frère, frère de son mari William Irvine, et oncle d'Agnès, demande à Mary si Agnès veut habiter avec lui et sa femme, Annie, à Newry, Irlande, à 259 kilomètres de Ballykeel. William et sa femme n'ayant pas d'enfants et en souhaitant un, particulièrement une fille. Mary adore sa fille, ne souhaite pas s'en séparer, mais son beau-frère a une situation financière stable, et Agnès mérite mieux que l'incertitude à Ballykeel. Agnès déménage donc à Newry chez son oncle. Malgré la séparation d'avec sa mère, Agnès est contente avec son oncle et sa tante. Elle suit des cours à l'école et elle adore lire les livres de Shakespeare, Robert Burns et les livres de piété parce qu'elle est presbytérienne fervente. Elle apprend aussi à jouer du piano et à danser.

### Immigration aux États-Unis
Mais sa mère, Mary Stitt, n'est pas satisfaite. Sa vie à la ferme est triste et difficile. Elle a besoin d'une nouvelle chance. Sa mère, sa sœur Élizabeth et son frère Robert habitent déjà aux États-Unis. Mary Stitt a assez d'argent pour payer le prix du billet pour le voyage aux États-Unis pour elle et ses deux filles. Agnès souhaite rester chez son oncle, par peur d'une nouvelle vie. Mais elle consent à faire le voyage aux États-Unis en 1816, à dix-sept ans, avec sa mère, sa sœur Susanna, alors âgée de dix-neuf ans, et le mari de celle-ci.
Pendant le voyage, Susanna tombe malade. Elle meurt dix-neuf jours après avoir quitté l'Irlande. Arrivées à Philadelphie, Mary Stitt et Agnès prennent la diligence pour rejoindre la maison du frère de Mary, à Alexandria (Pennsylvanie). Sa nouvelle vie à Alexandria n'est pas parfaite, mais Agnès ne revient pas en Irlande, ni à sa vie avec son oncle à Newry.

### Sa vie en Pennsylvanie et son héritage
Trois ans plus tard, à vingt ans, elle se marie avec John Scott, âgé de trente-sept ans. Agnes avait vingt-deux ans. Presbytérien comme Agnès, John possède une usine de chaussures, et a déjà cinq enfants. John et Agnes ont sept enfants ensemble après leur mariage : Susan, John, James Irvine, George Washington, William, Mary et Alfred. Deux enfants, James Irvine et William, meurent avant l'âge adulte. George Washington Scott, né le 22 février, comme George Washington, est le fondateur de l'université Agnès Scott (Agnes Scott College) à Decatur (Géorgie). Dans une lettre à son frère John, il déclare que c'est grâce à elle qu'ils sont tous ce qu'ils sont.
Pendant le reste de sa vie, Agnès Scott habite en Pennsylvanie et est une chrétienne presbytérienne pieuse, adorée par sa communauté. Son mari John meurt en 1850, et sa mère Mary en 1854. Agnès décède en 1877, avant la création de l'université homonyme en 1889.

### Sources
- Paisley, Clifton; From Cotton To Quail, University of Florida Press, c1968.
- Sun-Herald, Charllote County, FL
- (en) Community Review, DeKalb History
- (en) Department of State, The Black Experience.